# Бергень, Абель
Абель Анри Жозеф Бергень (фр. Abel Henri Joseph Bergaigne, 31 августа 1838, Вими — 6 августа 1888, Ла-Грав) — французский индолог и знаток санскрита. Автор ряда книг, связанных с религией и философией. Опубликовал начала исследования грамматических конструкций в их историческом развитии. Исследовал языки: санскрит, греческий, латынь, германские языки и другие.

## Биография
Родился в Вими, Па-де-Кале, 31 августа 1838 года. По стопам отца устроился на работу в Регистрационную службу; однако его растущий интерес к литературе и науке заставил его отказаться от работы.
В 1867 году Бергень стал учителем санскрита. К 1877 году он стал преподавателем в Сорбонне, а в 1885 году был назначен профессором санскрита и сравнительного языкознания. Помимо Вед, он также перевёл Бхагавад-гиту.
Умер 6 августа 1888 года в результате несчастного случае во время похода во французские Альпы.

## Память
Его интерпретация Ригведы принесла ему мировую известность. Он считался ведущим востоковедом Франции своего периода. Его работы оказали влияние на таких учёных, как Сильвен Леви, Поль Мю и других.
В одном из обзоров его книга «La Religion Védique D’après Les Hymnes Du Rig-Veda» описана как «острая, тщательная и всеобъемлющая работа талантливого учёного».

## Известные труды
- La Religion Védique D’après Les Hymnes Du Rig-Veda, 1878
- Inscriptions sanscrites du Cambodge, 1882
- La division en adhyayas du Rig-Veda, 1888

| - Абель Бергень: La Religion védique, том первый - Абель Бергень: La Religion védique, том второй |